# Gran Premio de Japón de Motociclismo de 1966
El Gran Premio de Japón de Motociclismo de 1966 fue la decimotercera y última prueba de la temporada 1966 del Campeonato Mundial de Motociclismo. El Gran Premio se disputó el 15 y 16 de octubre de 1966 en el Fuji Speedway.

## Resultados 350cc
En 350cc, los primeros dos lugares fueron para Phil Read y Bill Ivy con su 254cc-Yamaha RD 05 A. Solo en tercer lugar entró un "verdadero" 350: Alberto Pagani con una Aermacchi Ala d'Oro 350. Benelli había registrado Frank Perris con un Benelli 350 4C, pero no compareció porque la organización quería reembolsar a Perris y sus máquinas, pero no el coste de viaje del mecánico.
| Pos.     | Piloto           | Equipo    | Tiempo     | Pts. |
| -------- | ---------------- | --------- | ---------- | ---- |
| 1        | Phil Read        | Yamaha    | 54' 01" 38 | 8    |
| 2        | Bill Ivy         | Yamaha    | +0" 11     | 6    |
| 3        | Alberto Pagani   | Aermacchi | +2 Vueltas | 4    |
| 4        | Byron Black      | Honda     |            | 3    |
| 5        | Kenzo Muromachi  | Honda     |            | 2    |
| 6        | Kent Andersson   | Husqvarna |            | 1    |
| Ret      | Hiroshi Hasegawa | Yamaha    | Ret        |      |
| Ret      | Tommy Robb       | Bultaco   | Ret        |      |
| Ret      | Chris Vincent    | Norton    | Ret        |      |
| Ret      | John Cooper      | Norton    | Ret        |      |
| Ret      | Andrew Richman   | Bultaco   | Ret        |      |
| Sources: |                  |           |            |      |

## Resultados 250cc
Honda se negó a viajar en Fuji Speedway, permitiendo a Yamaha copar los primeros tres lugares con Hiroshi Hasegawa, Phil Read y Akiyasu Motohashi. Jack Findlay, que estaba en Japón para ayudar a Bridgestone, recibió una nueva Bultaco TSS 250 al igual que John Cooper.
| Pos. | Piloto            | Moto      | Tiempo      | Pts. |
| ---- | ----------------- | --------- | ----------- | ---- |
| 1    | Hiroshi Hasegawa  | Yamaha    | 51' 21" 520 | 8    |
| 2    | Phil Read         | Yamaha    | + 2" 780    | 6    |
| 3    | Akiyasu Motohashi | Yamaha    | + 26" 130   | 4    |
| 4    | Jack Findlay      | Bultaco   | + 1 Vuelta  | 3    |
| 5    | Tommy Robb        | Bultaco   | + 1 Vuelta  | 2    |
| 6    | Kent Andersson    | Husqvarna | + 2 Vueltas | 1    |
| 7    | Anders Bengtsson  | Husqvarna | + 4 Vueltas |      |
| 8    | Chris Vincent     | Bultaco   | + 5 Vueltas |      |
| Ret  | John Cooper       | Bultaco   | Ret         |      |
| Ret  | Bill Ivy          | Yamaha    | Ret         |      |
| Ret  | Andrew Richman    | Bultaco   | Ret         |      |

## Resultados 125cc
En ausencia de Honda, Bill Ivy ganó la carrera de 125cc con la Yamaha RA 31. Los pilotos de Suzuki Yoshimi Katayama y Mitsuo Itoh se convirtieron en segundo y tercero. Kawasaki, que había perdido a su conductor de fábrica Toshio Fujii durante la TT de Man, había formado un equipo con Ernst Degner, Chris Vincent, Dave Simmonds y Takeshi Araoka. Degner resultó gravemente herido durante el entrenamiento y los otros miembros del equipo no aparecieron en los resultados.
| Pos. | Piloto            | Moto     | Tiempo      | Pts. |
| ---- | ----------------- | -------- | ----------- | ---- |
| 1    | Bill Ivy          | Yamaha   | 44' 17" 560 | 8    |
| 2    | Yoshimi Katayama  | Suzuki   |             | 6    |
| 3    | Mitsuo Itoh       | Suzuki   |             | 4    |
| 4    | Akiyasu Motohashi | Yamaha   |             | 3    |
| 5    | Phil Read         | Yamaha   |             | 2    |
| 6    | Yasuharu Yuzawa   | Yamaha   |             | 1    |
| 7    | Yasuraoka         | Kawasaki |             |      |
| 8    | Dave Simmonds     | Yamaha   |             |      |
| 9    | Hugh Anderson     | Suzuki   | + 1 Vuelta  |      |
| 10   | Chris Vincent     | Kawasaki | + 1 Vuelta  |      |
| Ret  | Jack Findlay      | Bultaco  | Ret         |      |
| Ret  | Anders Bengtsson  | Bultaco  | Ret         |      |
| Ret  | Kent Andersson    | Honda    | Ret         |      |
| Ret  | Hisami Taniguti   | Kawasaki | Ret         |      |

## Resultados 50cc
Honda no estuvo de acuerdo con la elección de Fuji Speedway y no apareció en su propio Gran Premio por razones de principio. Eso casi automáticamente significaba que renunciaron al título mundial de 50cc, porque Hans-Georg Anscheidt ahora necesitaba un segundo lugar para convertirse en campeón mundial. Por extraño que pareciese, un compañero de equipo casi le negó ese segundo lugar. La carrera fue ganada por Yoshimi Katayama. Anscheidt fue segundo, pero la diferencia con Hugh Anderson fue tan solo de una décima de segundo. Si Anderson hubiera sido un poco más rápido, el título mundial habría sido para Ralph Bryans. John Cooper y Chris Vincent fueron invitados por Suzuki para montar la Suzuki RM 64, pero finalmente la utilizó Tommy Robb.
| Pos. | Piloto               | Moto        | Tiempo     | Pts. |
| ---- | -------------------- | ----------- | ---------- | ---- |
| 1    | Yoshimi Katayama     | Suzuki      | 34' 46" 98 | 8    |
| 2    | Hans-Georg Anscheidt | Suzuki      |            | 6    |
| 3    | Hugh Anderson        | Suzuki      |            | 4    |
| 4    | Mitsuo Itoh          | Suzuki      |            | 3    |
| 5    | Tommy Robb           | Bridgestone |            | 2    |
| 6    | Jack Findlay         | Bridgestone |            | 1    |
| Ret  | Alberto Pagani       | Suzuki      | Ret        |      |
| Ret  | Isao Morishita       | Bridgestone | Ret        |      |
| Ret  | Chris Vincent        | Suzuki      | Ret        |      |